# Lithacodia castrensis
Lithacodia castrensis là một loài bướm đêm trong họ Noctuidae.